# توفوكو-جي

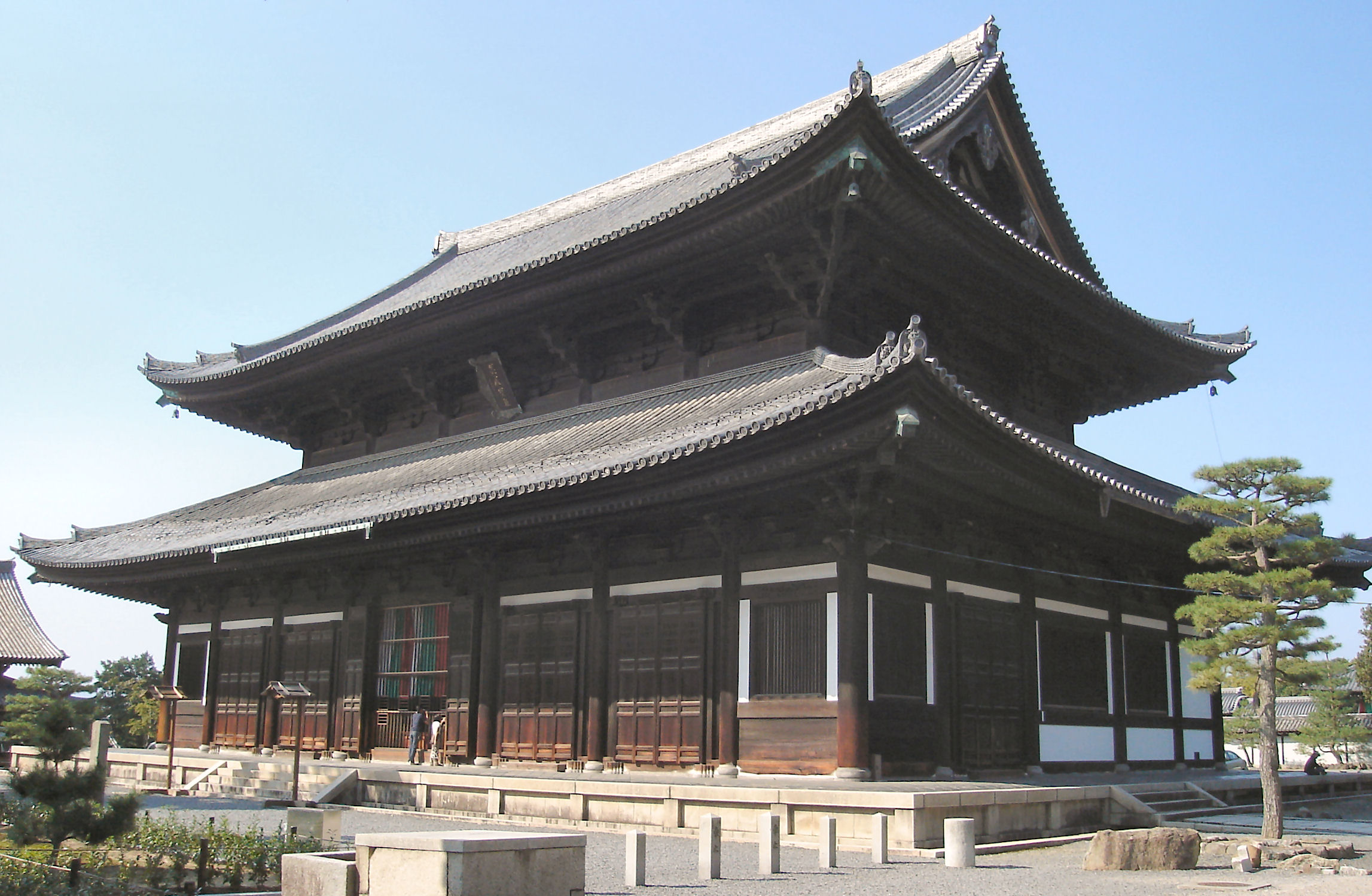
معبد توفوكو-جي

توفوكو-جي (باليابانية: 東福寺) ‏ (Tōfuku-ji) هو معبد بوذي في حي Higashiyama-ku في مدينة كيوتو اليابانية.
يشتق اسم توفوكو-جي من اسم معبدين في نارا، وهما تودائي-جي وكوفوكو-جي.
يعد معبد توفوكو-جي واحداً من المعابد الخمسة العظيمة في مدينة كيوتو، وذلك وفق ما يسمى Kyoto Gozan حسب تقاليد غوزان (نظام الجبال الخمسة) في بوذية زن.

## اقرأ أيضاً
- بوذية
- زن